# Aureliusz
Aureliusz – imię męskie pochodzące od nazwy rzymskiego rodu Aurelia, która z kolei pochodzi od łacińskiego aureolus – "złocisty", co mogło znaczyć także "wspaniały". Imię to posiada licznych świętych patronów.
Łacińskie Aurelius mogło być używane jako imię (praenomen) i nazwisko (gentilicium) od Aureliana.
Obocznym imieniem jest Aureli.
Aureliusz imieniny obchodzi: 26 kwietnia, 20 lipca, 27 lipca 10 czerwca, 9 września, 13 września, 20 października, 12 listopada (data 12 listopada dotyczy Aureliusza lub Aureliana) i 16 listopada.
Żeńskim odpowiednikiem jest Aurelia.
Znane osoby noszące imię lub nazwisko Aureliusz:
- Aureliusz z Kartaginy – biskup z V w.
- św. Aureliusz – męczennik z Axiopolis (wspomnienie 26 kwietnia)[1]
- św. Aureliusz – biskup z Armenii (wspomnienie 9 października lub daw. 13 września)[1]
- Aureliusz Wiktor – rzymski historyk
- Charles Aurelius Smith – amerykański polityk, działacz Partii Demokratycznej
- Marek Aureliusz – rzymski cesarz

Zobacz też:
- Aurelian (imię)